# Delray Beach International Tennis Championships 2004
Il Delray Beach International Tennis Championships 2004 è stato un torneo di tennis giocato sul cemento.
È stata la 12ª edizione del Delray Beach International Tennis Championships, che fa parte della categoria International Series nell'ambito dell'ATP Tour 2004.
Si è giocato al Delray Beach Tennis Center di Delray Beach in Florida, dal 13 settembre al 20 settembre 2004.

## Campioni

### Singolare
Ricardo Mello ha battuto in finale  Vincent Spadea con il punteggio di 7–6 (7-2), 6–3

### Doppio
Leander Paes /  Radek Štěpánek hanno battuto in finale  Gastón Etlis /  Martín Rodríguez con il punteggio di 6–0, 6–3